# Acid flufenamic
Acidul flufenamic este un antiinflamator nesteroidian din clasa fenamaților, având efect antiinflamator, analgezic și antipiretic. Utilizările medicale sunt restrânse la om datorită riscului crescut de reacții adverse gastrointestinale.:310